# Le Pin (Loira Atlantica)
Le Pin è un comune francese di 718 abitanti situato nel dipartimento della Loira Atlantica nella regione dei Paesi della Loira.

## Società

### Evoluzione demografica
Abitanti censiti